# 文澜书院
文澜书院，是一间曾经位于广州西关的书院，旧址现位于广州市荔湾区下九路广州酒家旁文澜巷处，前身是嘉庆年间富商乡绅成立的清濠公所，旨在清理下西关各河涌，亦是士绅阶层议事、文会友之所，文昌庙是它的附属建筑。 1911年，广州各界率先在文澜书院宣布广东独立。书院于1928年被改造为中山戏院，中华人民共和国成立后成为南方玉雕厂。玉雕厂现仅剩文澜巷一间店铺。

## 历史

### 背景
清朝末年，下西关许多河涌逢下雨必泛滥、淤塞，十三行洋商潘（能敬堂）、卢（广利）、伍（怡和）、叶（大观）四大富家想要争头等功，一起出钱出力与当地居民同去清理河涌。随后，士绅何太清（进士）、钟启韶、潘如彦、龚在德、颜平章、桂清槐同一些商行巨贾，会同四大富豪，发起成立了清濠公所。清嘉庆十五年（1810年），何太清等人报请广东布政使司、布政使曾燠核准，将下九甫绣衣坊（今下九路肉菜市场、妇女儿童百货公司至原南方玉雕厂一带）十二间大屋改建成公所的屋宇。这就是文澜书院的前身 。
大屋原先是义丰洋行商人蔡昭复的地产。乾隆五十年（1785年），因蔡无法还清外商债务，官府将大屋查封抵债，各洋行商人于是将其买下作为共有地产。
清濠公所创立同年，各巨头再次扩建公所，改名为文澜书院，由于文澜书院的大部分成员都参加科举考试，所以他们经常到此祭拜文昌帝，又在大屋后方建起一间文昌庙，创下“以文会友”的宗旨，广聚粤中仕子。

### 活动
书院开设初期由经销洋货的大户卢、潘、伍、叶四家每年轮流打理，后因为“文风日盛”，改为每年推举绅士十二人管理。所谓“文风”其实是书院设置文会征文，设奖金奖励被录取的书友。成为文澜书院会员还有一条限制：寓居西关的人要税业三十年后进庠入式，才准许入院。不过当时不少海外归来粤侨和广州洋商住在西关，因此文澜书院变成了绅商聚集的地方。例如当时的粤省商会会长许芝轩，同时也是文澜书院大绅；还有易兰生、张弼士、卢乃潼等商贾，都经常出入书院，参与地方事务 。
由于聚集了不少名流，“粤省科场士子，皆以入院为荣”，而“科场得意者多出身院中”。文澜书院设立后最初的50年间，西关一带就有几十家中了翰林进士，传出“下西关是风水宝地”的佳话。而不少港澳、海外归侨和天津、汉口、上海的粤帮商贾，于下西关处买下或自建地产，“以效孟母择邻之雅”。
文澜书院虽有书院之名，实际上却不是升学应试的地方，而是一个文会，类似于城市的文化沙龙，当时只有取得了生员以上功名的广州士绅才会进入到书院中活动。那些书友谈天论地，文澜书院慢慢就演变成广州士绅介入本地事务管理的议事堂。随着晚清绅权扩展，文澜书院也日益在地方管治事务方面加深了影响 。

#### 地方运动
1906年（光绪三十二年）9月清政府发出“预备仿行宪政”上谕，广州意欲施行宪政的新派士绅与广东省法政学堂教习一齐发起，于1907年（光绪三十三年）11月6日在文澜书院成立广东地方自治研究社，社长为举人梁庆桂。最初有社员172人，其中士绅约占90%  。
1911年黄花岗起义后，以两广总督张鸣岐，水师提督李準等为首的清朝军政当局，加强镇压与防范革命活动。10月25日，广州城内绅商各团体于文澜书院集会，江孔殷主持了此次集会，讨论“广东提倡独立，不如利用官府改良独立”意见，通过了成立改良政治总机关等决议。
最后民军陆续由各地抵达广州，水师提督李准、两广总督张鸣岐改变态度，转而支持革命党人，同意独立。 11月8号，以商界团体为主的各界代表，于省咨议局讨论独立问题，决定请张鸣岐、龙济光为正、副都督，于十一月九日宣布独立。随后张鸣岐逃走，龙济光亦放弃，各界代表只得重新开会，请胡汉民做都督，陈炯明做副都督，直到十一月中旬才成立广东军政府。 

### 解散
文澜书院经过多年发展，积累了不少势力和资产，持有过号称广州“酒家之冠”的文园酒家。 1918年前后，罗嵩藩入主文澜书院，在长达十几年任期内大肆贪污书院资产收入。1929年市工务局长程天固为推进西关清濠修路工作，就想到拿大鳄罗嵩藩来开刀，派出稽查员于书院会友公宴上带走罗和他的财物。事件惊动了不少重要人士，军部和警队侦缉队等都想找回罗嵩藩，当时粤军要人梁鸿楷都曾出面，但没有结果。程天固邀请财政局会同工务局，联审逼使罗交出产据清算各项帐目，文澜书院的地产被公开拍卖，所得资金一半被工务局用去清理河渠，一半用于成立西关市立第二中学（即后来的广州二中） 。

## 遗物

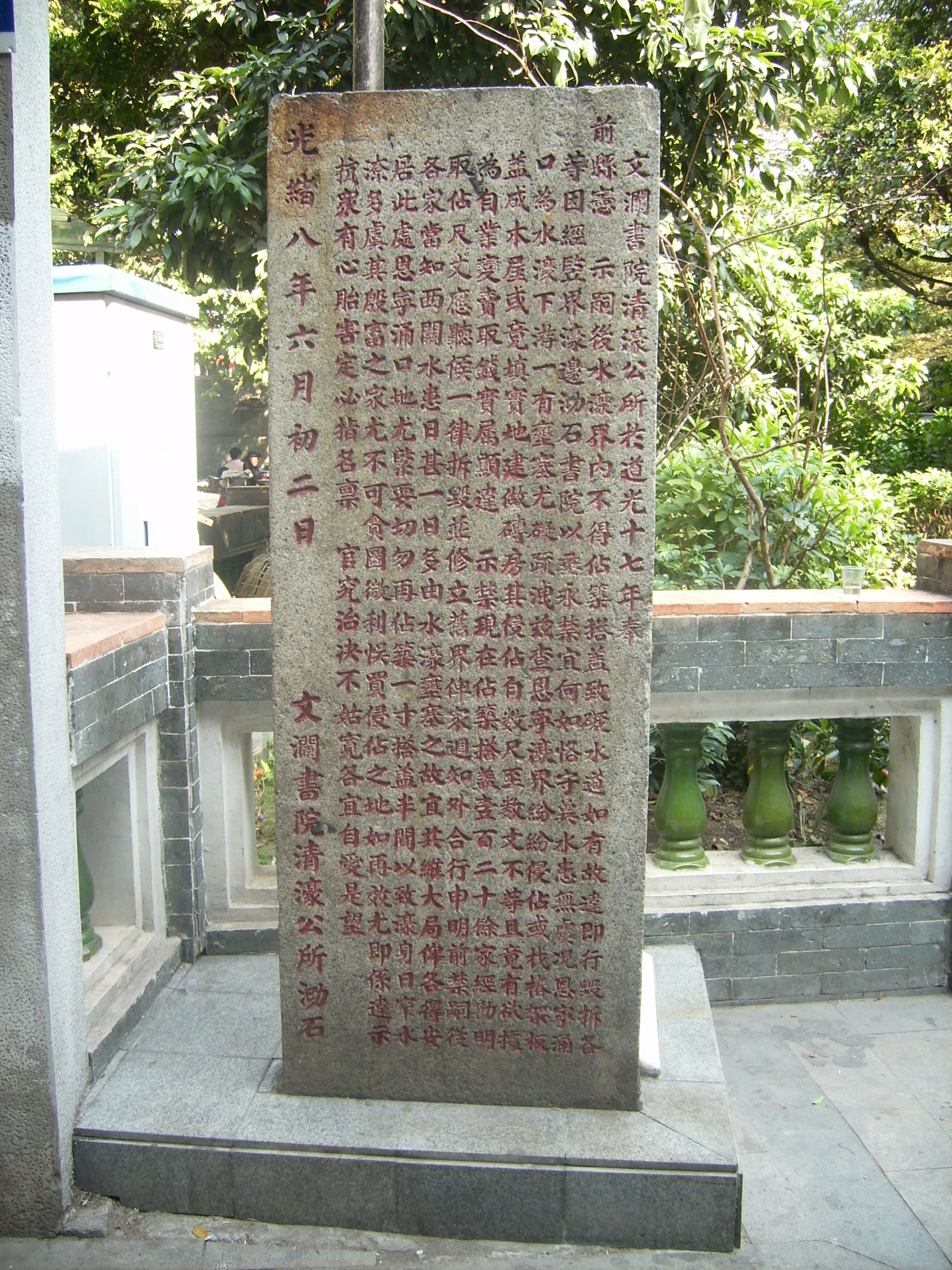
2007年的石碑。

光绪八年（1882年）文澜书院清濠公所自立记述组织活动的石碑，原本被安置于恩宁路逢庆首约处。中华人民共和国成立后被定为广州市文物保护单位。石碑现已被移至永庆坊的荔枝湾游船码头旁。

## 相关链接
- 广州历史